# Czas Karaczi
Czas Karaczi (urdu ‏کراچی وقت‎, ang. Karachi Time, w skrócie KART) – dawna strefa czasowa o uniwersalnym czasie koordynowanym UTC+04:28:12. Czas ten obowiązywał w Karaczi przed 1907 rokiem i wprowadzeniem czasu uniwersalnego. Czas lokalny został ustalony przez Izbę Handlowo-Przemysłową w Karaczi. Termin też był ponownie używany w latach 1951-1971 jako określenie czasu UTC+05:00 dla Pakistanu Zachodniego.